# كورتيس دي أرينوسو
بلدية كورتيس دي أرينوسو (بالإسبانية: Cortes de Arenoso)‏، هي إحدى بلديات مقاطعة كاستيلون التي تقع في منطقة بلنسية، في شرق إسبانيا.
يبلغ عدد سكانها 407 نسمة وفقاً لإحصائية سنة (2006).